# Gare de Mars
La gare de Mars est une gare ferroviaire française, fermée, de la ligne de Moret - Veneux-les-Sablons à Lyon-Perrache. Elle est située au lieu-dit La Gare, route de Moiry, en limite est du territoire de la commune de Mars-sur-Allier, dans le département de la Nièvre, en région Bourgogne-Franche-Comté.
Ouverte en 1853 par la Compagnie du chemin de fer de Paris à Orléans (PO), elle est fermée à une date indéterminée par la Société nationale des chemins de fer français (SNCF)

## Situation ferroviaire
Établie à 188 mètres d'altitude, la gare fermée de Mars est située, à 203 m de l'ancien passage à niveau n°111, au point kilométrique (PK) 273,687 de la ligne de Moret - Veneux-les-Sablons à Lyon-Perrache, entre les gares de Sincaize et de Saint-Pierre-le-Moûtier.

## Histoire

### Gare PO puis PLM (1853-1937)
La « station de Mars » est mise en service le 15 mai 1853 par la Compagnie du chemin de fer de Paris à Orléans (PO), lorsqu'elle ouvre à l'exploitation les 49 km de la section du Guétin à Moulins, « première partie du prolongement sur Clermont du chemin de fer du Centre ». 
Dans les années 1860, c'est une gare de la Compagnie des chemins de fer de Paris à Lyon et à la Méditerranée (PLM). En 1874, une boîte à lettre y est installée.
En 1906, on y installe une grue de chargement et la halle à marchandises est rallongée. En 1911, la gare de Mars figure dans la nomenclature des gares stations et haltes du PLM comme gare de passage de la ligne de Moret-les-Sablons à Nîmes, entre la gare de Saincaize et la Gare de Saint-Pierre-le-Moûtier. C'est une gare ouverte aux services complets de la grande vitesse (GV) et de la petite vitesse (PV). En 1912, le Conseil général émet un vœu pour que le chemin menant de la route nationale à la gare soit élargi et empierré car la circulation y est difficile du fait des camions et automobiles qui viennent prendre des marchandises en gare.

La gare au début des années 1900
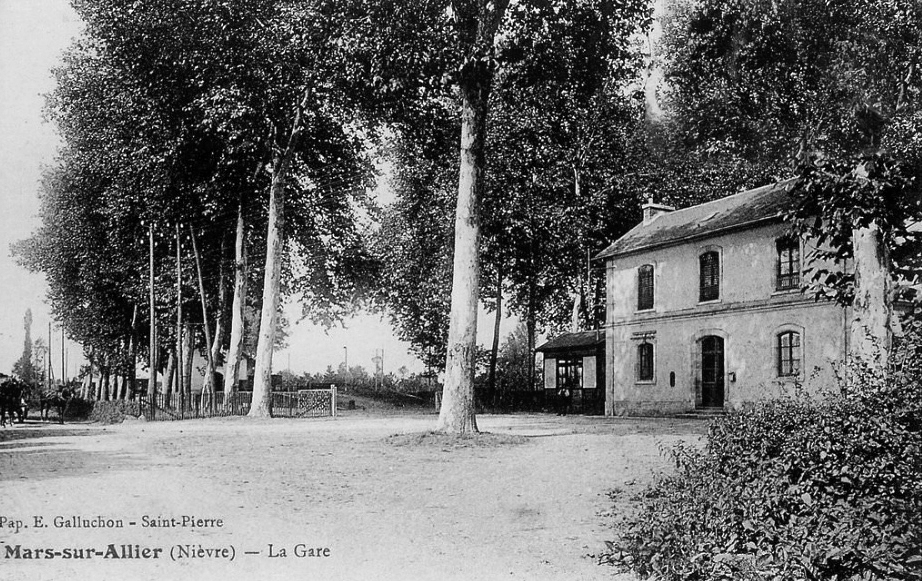
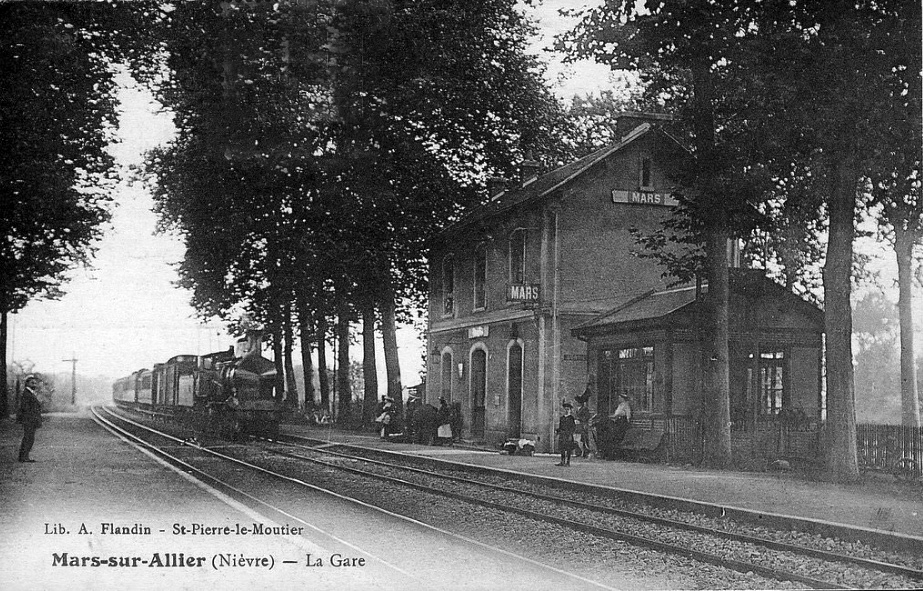
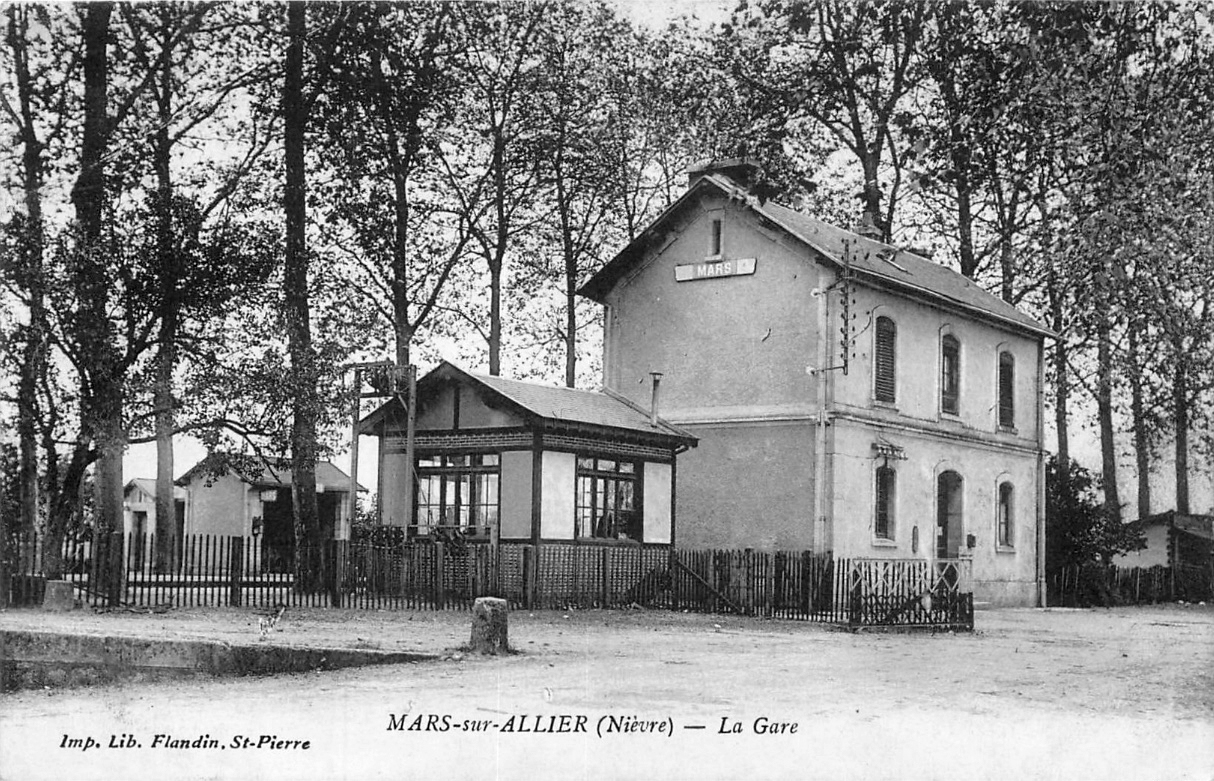

Lors de la Première Guerre mondiale, à l'arrivée des américains à la fin de l'année 1917, la gare devient l'un des principaux lieu d'approvisionnement du camp de Mars-sur-Allier, nommé ainsi du fait de la gare mais situé sur la commune de Saint-Parize-le-Châtel. Ce camp est un hôpital militaire de campagne, il comporte environ 700 baraquements sur 330 ha pour loger 40 000 lits. Du mois d'aout 1918 au mois de mai 1919 il reçoit environ 37 000 blessés avec un personnel, de santé et militaire, de 8 000 personnes,,,.

Vues de l'hôpital américain de Mars-sur-Allier
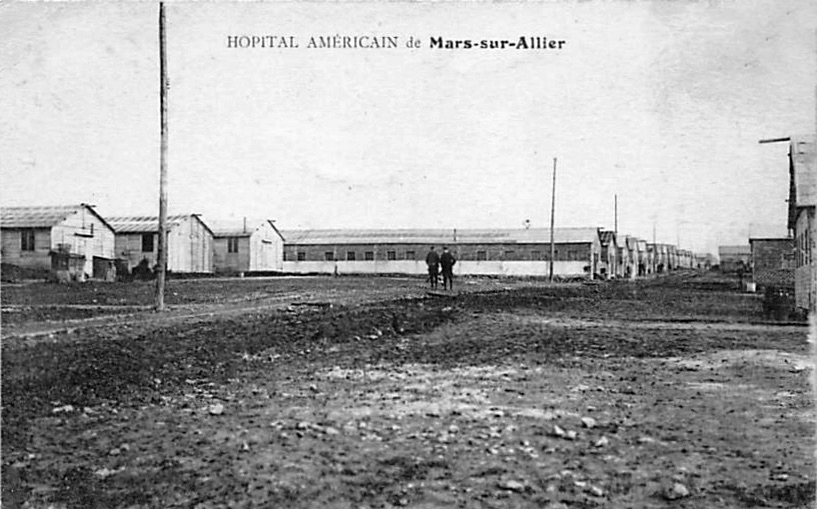
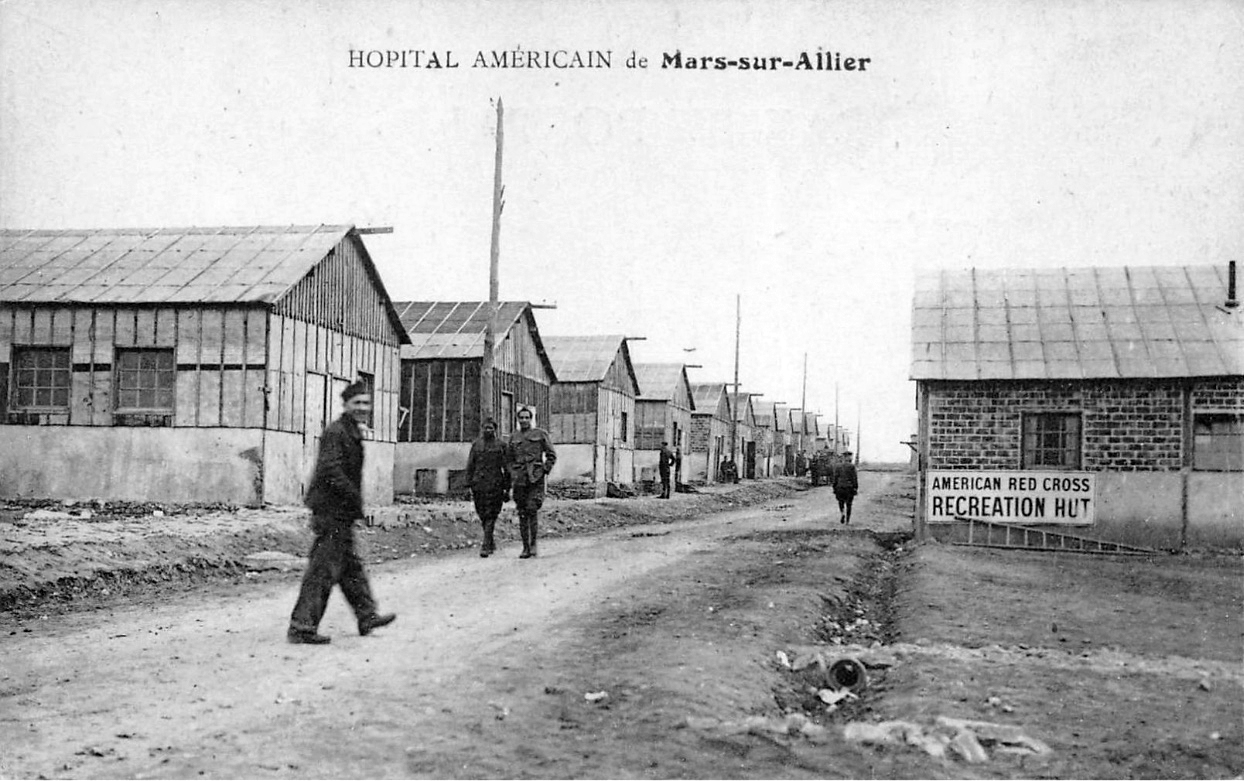
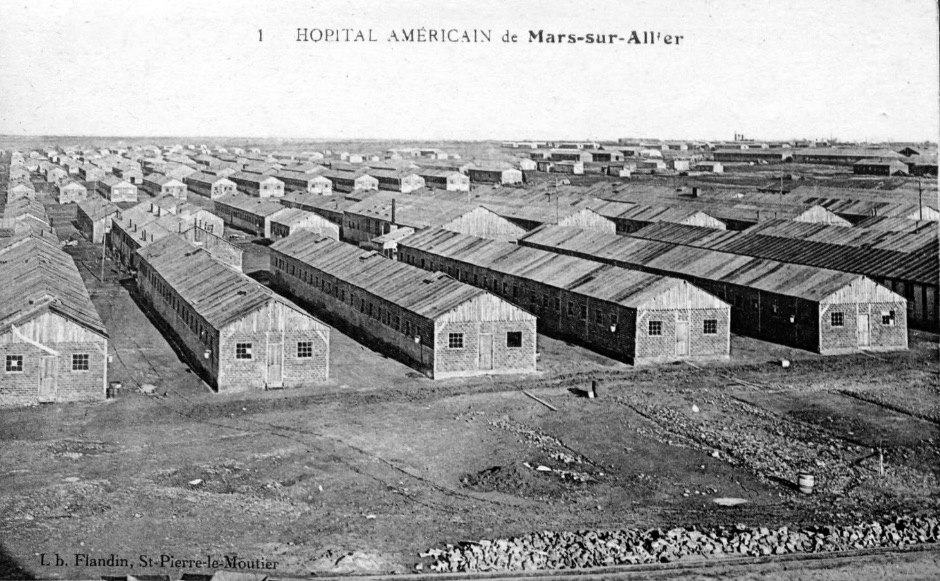

### Gare SNCF (1938-?)
En 1985, la gare de Mars et un point d'arrêt non géré (PANG) de la Société nationale des chemins de fer français (SNCF), ouvert au service des voyageurs et fermé au service des marchandises.
Elle est ensuite fermée à une date indéterminée.

## Patrimoine ferroviaire
Le bâtiment voyageurs a disparu mais la halle à marchandises est toujours présente sur le site.